# Sport Club Alcamo
Lo Sport Club Alcamo è stata la principale società di pallacanestro femminile di Alcamo, in provincia di Trapani.
Ha disputato sei stagioni consecutive in Serie A1, giungendo fino alla finale di Coppa Ronchetti. Dopo la sua scomparsa, il Basket Alcamo ne ha rilevato l'eredità.
Ha giocato al Palazzetto Tre Santi e i colori sociali erano il bianco e il blu.

## Storia
Nel 1987 nacque lo Sport Club Alcamo (sponsorizzato dalla Sicilgesso). In un periodo di disaffezione per il calcio, i tifosi iniziarono a seguire con assiduità la pallacanestro e perciò si costruì il palasport in contrada Tre Santi, che prese il posto dell'impianto di via Verga. Allenato da Vito Pollari, lo Sport Club passò dalla Serie C all'A2, giungendo quinta nel 1992-93 e ottenendo la promozione in A1 il 20 marzo 1994 battendo il Barialto.
Lo Sport Club Alcamo ha disputato quindi la Serie A1 ed è giunta alla finale di Coppa Ronchetti nel 1996. Hanno vestito la maglia bianconera, tra le altre, Cynthia Cooper, Lisa Leslie, Francesca Zara e Susanna Stabile.
Nel 1999-00 è retrocessa in A2; nel 2001-02 si è salvata ai play-out dalla retrocessione in B1. Ha lasciato la categoria nel 2003, per poi sciogliersi e ripartire dalla Serie B d'Eccellenza come Team del Golfo Alcamo.

## Palazzetto
L'attività agonistica si svolge al PalaTreSanti situato nell'omonima contrada Tre Santi e di proprietà del Comune di Alcamo. Realizzato nel 1990 ha una capienza spettatori di 1000 unità. In passato ha accolto il Basket Trapani per una parte del campionato del 2009.

## Cestiste celebri
- Cynthia Cooper
- Lisa Leslie
- Francesca Zara
- Susanna Stabile
- Diāna Skrastiņa
- Adalgisa Impastato

## Allenatori e presidenti

### Allenatori
- 1994-1995: Vito Pollari
- 1995-1996: Vito Pollari
- 1996-1997: Cristoforo Monaco
- 1997-1998: Cristoforo Monaco dalla 4 Dante Carzaniga
- 1998-1999: Andrea Petitpierre
- 1999-2000: Andrea Petitpierre, dalla 12ª Stefano Ranuzzi

## Palmarès
- Campionato italiano di Serie A2: 1
1993-1994

## Record e statistiche

### Partecipazione ai campionati
| Livello | Categoria | Partecipazioni | Debutto   | Ultima stagione | Totale |
| ------- | --------- | -------------- | --------- | --------------- | ------ |
| 1º      | Serie A1  | 6              | 1994-1995 | 1999-2000       | 6      |
| 2º      | Serie A2  | 5              | 1992-1993 | 2002-2003       | 5      |
| 3º      | Serie B   | 2              | 1990-1991 | 1991-1992       | 2      |
| 4º      | Serie C   | 2              | 1988-1989 | 1989-1990       | 2      |